# Cerkev Žalostne Matere Božje, Prevalje pod Krimom
Cerkev Žalostne Matere Božje oz. Žalostna gora stoji na vzpetini v vasi Prevalje pod Krimom in je podružnična cerkev župnije Preserje. Cerkev je bila zgrajena 1727 v baročnem slogu in takratni župnik Franc Rustja je bil eden izmed pobudnikov za zidavo nove podružnične cerkve. Cerkev Žalostne Matere Božje je vpisana v register nepremičninske kulturne dediščine pod številko EŠD 2181.

## Zgodovina
Preserska fara je v 18. stoletju spadala pod oblastjo kartuzijanskih menihov, ki so imeli samostan v Bistri na obrobju Ljubljanskega barja. Farani Preserja so prosili samostanskega predstojnika za gradnjo nove cerkve na hribu v vasi Prevalje pod Krimom, ampak jim ta sprva gradnje ni dopustil zaradi finančnih razlogov. Dr. Franc Kovač, znani zdravnik slovenskega rodu, je s svojim bogastvom finančno pomagal župljanom pri gradnji nove cerkve. Začetek gradnje je bil leta 1725, v dveh letih pa so cerkev zgradili na mestu, kjer je bil prej postavljen samo velik križ. Leta 1752 jo je posvetil goriški nadškof Karel Mihael Attems.

## Arhitektura

### Zunanjščina
Do cerkve vodi stopnišče, poravnano z zvonikom. Okoli cerkve je tudi obzidje s trinajstimi kapelicami križevega pota. Cerkev se harmonično povezuje z okolico in zunanjimi elementi in daje videz romarskega središča.
Orientirana je proti severozahodu in je zidana kot enotna baročna arhitektura. Tloris sestavljajo pravokoten zvonik, postavljen pred glavno ladjo z dodanima stranskima kapelama in prizidkom odprtih lop ob strani. Prezbiterij je oktogonalno zasnovan z zakristijo na eni strani in Marijino kapelo na drugi. Streha sledi obliki tlorisa cerkve. Opečni strešniki pokrivajo celotno stavbo, razen strehe stranskih kapel ob prezbiteriju, ki imajo poševno streho iz bakra. Zvonik pred vhodom ima na vrhu čebulno kupolo, kar je tipično za slovenski prostor v času gradnje te cerkve.

### Notranjščina
Notranjščina ladje je pokrita z banjastim obokom, ki je členjen s sosvodnicami in medaljonom, ki leži na venčnem zidcu. Venčni zidec nosijo vogalni pilastri. Ladja se odpira proti kapelam in prezbiteriju z slavolokom. Kapele so banjasto obokane, nad prezbiterijem pa je polkupola z medaljonom na sredini.

## Oprema
Obliko glavnega oltarja določa menza, ki je kot nekakšen božji grob. V središču oltarja je kip Žalostne Matere božje v školjkasto oblikovani niši. Sveta Marija je prebodena z sedmimi meči, ki so simbol za Marijinih sedem žalosti. Ob niši z Marijo so angeli, ki držijo v rokah orodja Kristusovega mučenja (Arma cristi). Nad nišo so dinamične valute, venec oblakov z zlatimi žarki.
Oltar je dolgo časa veljal za delo Facijeve kiparske delavnice, a so po kasnejših raziskavah delo pripisali kiparju Henriku Mihaelu Lorhu. Na hrbtni strani oltarja je tudi napis, ki nam pove, da je bil oltar obnovljen leta 1852 po zaslugi Antona Zajca.
Obok v prezbiteriju je poslikal Janez Šubic leta 1871. Upodobljeni so štirje prizori iz Marijinega življenja. V medaljonu na sredini je Bog Oče.
Stranska oltarja sta oblikovana na enak način. Levi oltar je sestavljen iz slike sv. Janeza Nepomuka in angela varuha ob Sveti družini. Slika je delo Valentina Metzingerja iz okoli leta 1740. Ob sliki je na desni kip papeža Gregorja Velikega in na levi papeža Urbana. Oltar v desni kapeli je sestavljen iz dveh menz ter kipov sv. Katarine in sv. Barbare in med njima slika sv. Bruna in sv. Frančiška Ksaverija. Tudi ta slika je pripisana Valentinu Metzingerju iz leta 1740.
Na levi strani slavoloka je prižnica, ki ima na volutah angele z atributi evangelistov. Na poljih med volutami so upodobitve prilike o sejalcu v petih prizorih. Pod prižnico najdemo kamnito ploščo z napisom v spomin na posvetitev cerkve 13. avgusta 1752.
Nasproti prižnice, na desni strani slavoloka, je steklena kripta s truplom sv. Jukunda. Nad kripto je prizor Križanja. Relikvijo so leta 1740 iz Rima prinesli na Žalostno goro.
V slavoločnem loku sta tudi zanimiva svečnika v obliki orlovskega kremplja, nad katerima so izrezljani nos, uho in oko. Po ljudskem izročilu naj bi neki vaščan videl kremplje pred cerkvijo in v spomin na ta dogodek dal narediti ta svečnika. V času župnika Ignacija Podobnika v Preserju je notranjščina dobila poslikavo dekorativnih okrasov na slavoloku in slopih slikarja Janeza Wolfa iz leta 1868.